# Roland Moens
Roland Moens (13 juni 1967) is een Belgische voormalige atleet, die gespecialiseerd was in de sprint. Hij werd tweemaal Belgisch kampioen.

## Biografie
Moens nam in 1986 deel aan de wereldkampioenschappen voor junioren. Op de 400 m haalde hij de halve finale, op de 4 x 400 m estafette werd hij uitgeschakeld in de reeksen. Hij werd in 1987 Belgisch kampioen op de 400 m, zowel indoor als outdoor. Een slepende ziekte hinderde de verdere uitbouw van zijn carrière. Moens was aangesloten bij AC Opwijk, AC Lebbeke en AV Vilvoorde.

## Belgische kampioenschappen
Outdoor
| Onderdeel | Jaar |
| --------- | ---- |
| 400 m     | 1987 |

Indoor
| Onderdeel | Jaar |
| --------- | ---- |
| 400 m     | 1987 |

## Persoonlijke records
| Onderdeel | Prestatie | Datum        | Plaats   |
| --------- | --------- | ------------ | -------- |
| 400 m     | 46,97s    | 12 juli 1987 | Byrkjelo |

## Palmares

### 400 m
- 1986: 5e in ½ fin. WK junioren in Athene - 47,65 s
- 1987:  BK indoor AC - 48,76 s
- 1987:  BK AC - 47,82 s
- 2001:  BK AC - 47,34 s

### 4 x 400 m
- 1986: 4e in series WK junioren in Athene - 3.09,77